# 梁山警察署
梁山警察署（ヤンサンけいさつしょ）は、大韓民国慶南地方警察庁所管の警察署である。

## 管轄区域
- 梁山市

## 沿革
- 1945年10月21日 - 第7管区警察署として開署。管轄区域は梁山郡
- 1948年10月8日 - 梁山警察署に改称
- 1963年1月1日 - 東莱警察署より6つの支署を編入。管轄区域が梁山郡と東萊郡になる。
- 1973年1月1日 - 東莱郡廃止に伴い管轄区域が梁山郡になる。
- 1983年2月15日 - 西生面が蔚州郡に編入されたため蔚山南部警察署に移管。
- 1995年3月1日 - 機張郡の発足と釜山広域市編入のため、鼎冠面、鉄馬面を金井警察署へ、機張邑、日光面、長安邑を海雲台警察署へ移管
- 1996年3月1日 - 梁山郡が梁山市に昇格したため管轄区域が梁山市になる。

## 管轄地区隊
- 勿禁地区隊

## 管轄派出所
- 梁州派出所
- 中央派出所
- 三城派出所
- 徳渓派出所
- 西倉派出所
- 東面派出所
- 上北派出所
- 下北派出所